# 旋回地層學
旋回地層學（英語：Cyclostratigraphy）是地層學的一個分支，研究沉積層序中由於天文引起的氣候循環 。 

#### 軌道變化
天文週期（也稱為米蘭科維奇週期）是指在太陽系內，地球與其他星球之間的引力作用，而導致地球圍繞太陽運行的軌道的週期變化。這種週期性，導致太陽輻射在不同半球上隨時間和季節而不同。這日照變化也影響到地球氣候和沈積岩的沉積。
主要的軌道周期是進動，主週期為 19 和 23 kyr，轉軸傾角主週期為 41 kyr 和 1.2 Myr，軌道離心率主週期約為 100 kyr、405 kyr 和 2.4 Myr。進動會影響每個半球接受的日照量。轉軸傾角控制著季節的強度。軌道離心率影響地球接受日照的總量。日照直接影響地球氣候，沉積岩石内一些指標信息可以判斷與降雨量和風化的變化。 軌道離心的405 kyr周期可用於修正沉積物岩石或岩心的年代。沉積物中的指標信息這包括岩石磁性、地球化學、生物成分以及顏色和相變化等物理特徵。

#### 年代鑒定方法和應用
研究旋回地層學必須確定所研究岩石的年代範圍，這就依賴同位素測年法和其他地層學方。一旦確定年代範圍，就找尋岩石所含的米蘭科維奇信號。然後根據這些信號，可以推斷每沉積岩層的年代。
旋回地層學研究可以對地質事件年代的鑒定更準確，對地球（氣候）歷史變化的原因和後果更進一步的理解，對沉積機制更能控制。旋回地層學也有助於行星物理學的研究，因為它提供了超過 50 Ma 的天文週期信息[1]。也可用於校準 40Ar/39Ar年代測定。 

#### 限制
旋回地層學也有不確定性。包括放射性同位素測年代的不確定性。地層不確定性、氣候導致的不確定性,以及地球自轉對其進動的影響的不確定性。超過 50 Ma 的記錄也存在不確定性，因為天文模型在超過 50 Ma 時並不准確。